# Pisică neagră

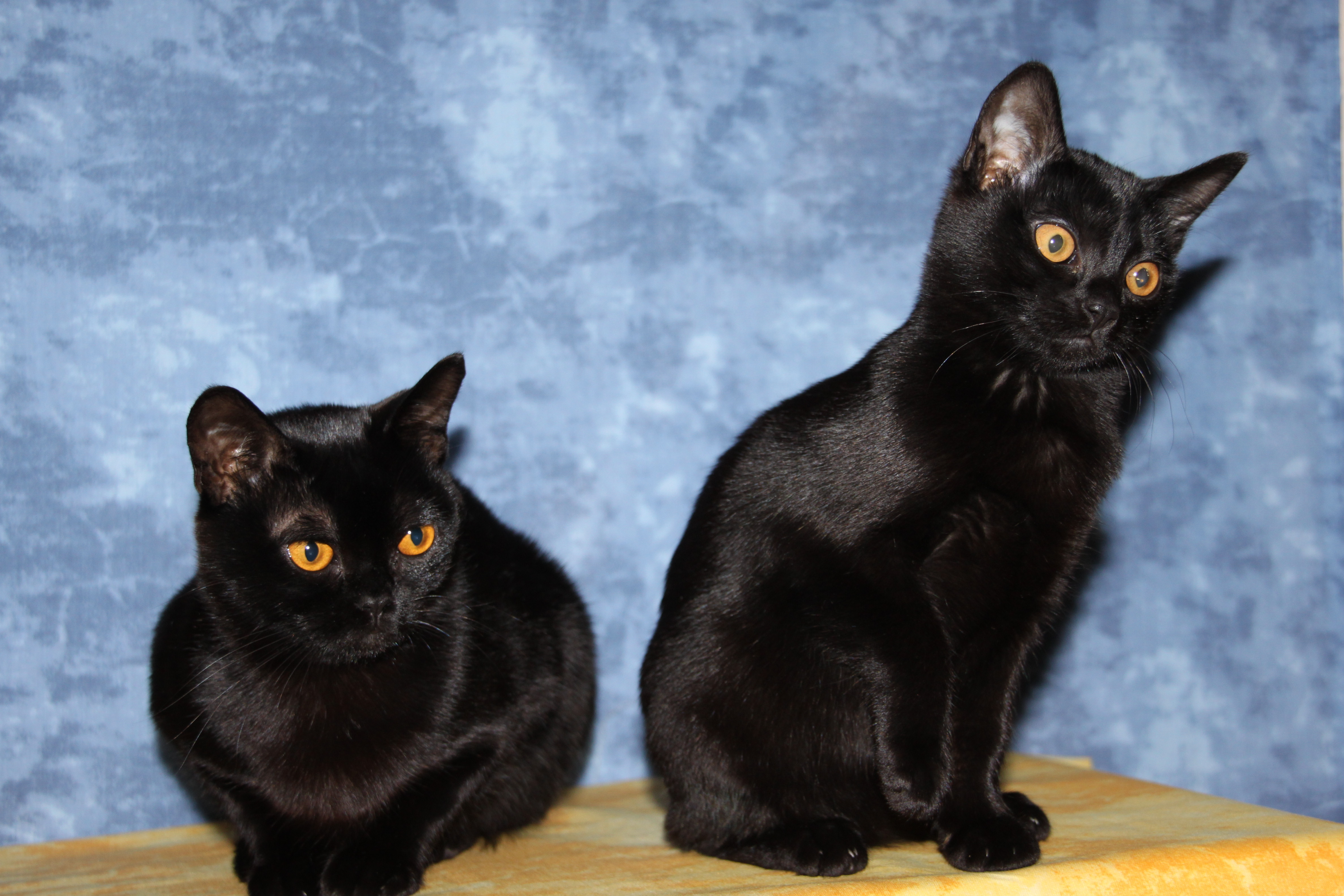
Pisici negre de rasa Bombay cu ochii aurii

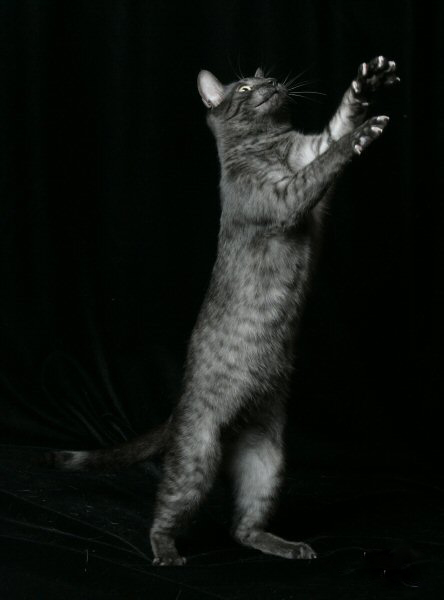
Pisică neagră fumurie Mau egiptean

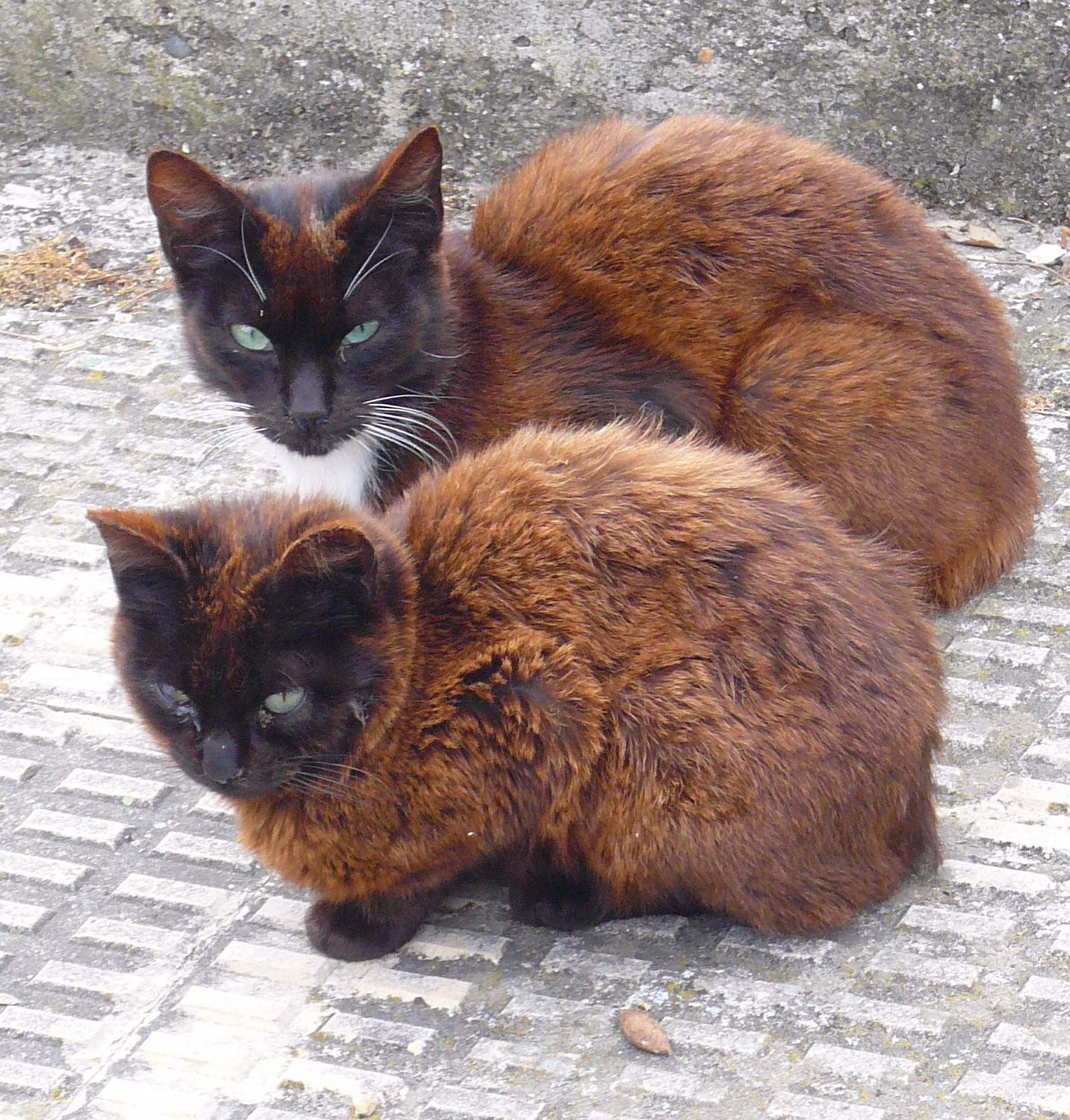
Două pisici negre „ruginite” în lumina Soarelui

O pisică neagră este o pisică domestică cu blana neagră. Poate fi una cu pedigri sau o pisică domestică comună, fără o rasă specială sau mixtă. Majoritatea pisicilor negre au irisurile aurii datorită pigmentării cu melanină. Pisicile negre sunt subiectul miturilor, legendelor și superstițiilor. În folclorul european ele sunt adesea asociate cu vrăjitoarele și cu norocul sau ghinionul.
Organizația Cat Fanciers' Association⁠(d) (CFA) recunoaște 22 de rase de pisici cu blana complet neagră.

## Blana
Sunt considerate negre pisicile a căror blană este de culoare negru cărbune, gri foarte închis sau bătând spre brun în lumina Soarelui. Multe astfel de culori sunt determinate de o genă recesivă care suprimă modelul tigrat. O pisică cu blană neagră cu rădăcina firului de păr albă este numită „fum negru”.
De asemenea, pisicile negre pot „rugini” în lumina Soarelui, blana devenind o nuanță roșu-maronie mai deschisă. Cauza este că eumelanina, pigmentul negru al blănii, este relativ fragil în lumină solară. O situație mai rară care poate provoca și ruginirea este deficiența aminoacidului tirozină, necesar pentru producerea eumelaninei. În afară de blană, pielea nasului este neagră, iar cea a pernițelor labelor este neagră sau brună.

## Superstiții
Pisicile negre sunt adesea un simbol al sărbătorii de Halloween sau al vrăjitoriei. Unele culturi sunt superstițioase cu privire la pisicile negre, atribuindu-le fie noroc, fie ghinion.
Națiunile celte și englezii consideră că o pisică neagră care îți taie calea îți aduce noroc. Scoțienii susțin că sosirea unei pisici negre la o casă nouă înseamnă prosperitate, iar galezii spun că o pisică neagră aduce sănătate.

### Programul navetei spațiale

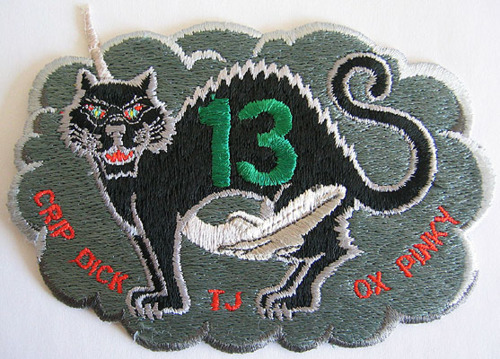
Emblema misiunii STS-41C care trebuia să fie STS-13

Când sistemul de denumire al misiunilor navetei spațiale a fost modificat pentru a evita denumirea STS-13 (Sistem de Transport Spațial), unii au atribuit acest lucru superstiției și misiunii Apollo 13. Echipajul pentru STS-13 (care a devenit STS-41C) a făcut o emblemă plină de umor cu o pisică neagră și numărul 13. Misiunea a fost un succes, aterizarea având loc chiar într-o zi de vineri 13.

## Zile ale pisicilor negre
Pentru a combate tratamentele negative determinate de superstiții, pisicile negre au ziua lor internațională, Ziua internațională de apreciere a pisicilor negre, care se ține la 17 august. În unele locuri pisicile negre au și ziua lor națională, Ziua națională a pisicii negre, care în Regatul Unit se ține la 27 octombrie.